# Stabistor
Le stabistor (aussi appelé diode de référence directe) est le terme technique utilisé pour désigner un type spécial de diode au silicium semi-conducteur présentant des caractéristiques de tension directe extrêmement stables. Ces dispositifs sont spécialement conçus pour les applications de stabilisation de basse tension nécessitant une tension garantie sur une large plage de courant et très stable en température. Dans ces applications, les stabistors offrent une meilleure impédance dynamique (variation de la tension en fonction du courant) que les diodes zener basse tension où le courant par effet tunnel au lieu du courant d'avalanche est dominant,. D'autres applications typiques comprennent la stabilisation de la polarisation dans les étages de sortie de classe AB, l'écrêtage, le « clamping » (en), la protection des instruments de mesure, etc.

## Production
Les stabistors sont fabriqués en utilisant la technologie épitaxiale planar et un dispositif typique est le BAS17, fabriqué par plusieurs fabricants de semi-conducteurs,. Des dispositifs sont également disponibles avec plusieurs diodes connectées en série à l'intérieur d'un seul boîtier offrant des tensions directes plus élevées qu'un dispositif unique mais inférieures à celles obtenues en utilisant des diodes zener standard,.